# ライフ・イズ・ベースボール
『ライフ・イズ・ベースボール』（Game 6）は、マイケル・ホフマン監督による2005年のアメリカ映画である。2005年1月にサンダンス映画祭で上映され、翌2006年に一般公開された。1986年のワールドシリーズ第6試合の日を背景とし、マイケル・キートン演じるレッドソックスファンの脚本家であるニック・ローガンの新作初日が描かれる。1991年のドン・デリーロによる脚本の映像化であり、サウンドトラックの作曲および演奏はヨ・ラ・テンゴが担当した。

## あらすじ
ニッキー・ローガン(マイケル・キートン)はこれまで脚本をいくつか執筆し、成功を収めている。新作公演初日、周囲の人々はこれまでで最高の出来だと誉めそやす。しかし開幕時間が迫るとローガンは地元紙の辛口劇評家スティーヴン・シュウィマー(ロバート・ダウニー・Jr)にこき落されることを恐れる。ローガンはシュウィマーを殺害すべく拳銃を手に入れる。
ローガンは劇場ではなくバーに入り浸り、ローガンをチンピラだと勘違いしたタクシー運転手の女性とその孫と共に過ごす。
彼らは共にレッドソックス対メッツのワールドシリーズ第6試合を観戦する。レッドソックスは3勝2敗であり、この第6試合に勝てば優勝であるが、生粋のレッドソックスファンのローガンはレッドソックスがいざという時に限って負けることを知っている。前半レッドソックスが優勢であったが、ローガンには悪い予感がしている。9回、予期せぬエラーが起こり、怒りの矛先を劇評家に向ける。
ローガンが劇評家を見つけ、劇評家がローガンの娘と関係を持ったことを知る。ローガンは怒り狂うが、劇評家もレッドソックスの敗戦に落ち込んでいることを知り怒りが収まる。2人は共に劇評家のアパートの小さなテレビで最後のエラーを繰り返し見るのであった。

## キャスト
- マイケル・キートン - ニック・ローガン
- ロバート・ダウニー・Jr - スティーヴン・シュウィマー
- アリ・グレイナー - ローレル・ローガン
- ビビ・ニューワース - ジョアンナ・ボーン
- グリフィン・ダン - エリオット・リヴァク
- シャローム・ハーロウ - ペイズリー・ポーター
- ナディア・ダジャニ（英語版） - レニー・シモンズ
- ハリス・ユーリン - ピーター・レドモンド
- ロジャー・リース - ジャック・ハスキンズ
- トム・アルドリッジ（英語版） - マイケル・ローガン
- リリアス・ホワイト（英語版） - トヨタ・モスビー
- アマー・アリ・セド - マシュウ
- キャサリン・オハラ - リリアン・ローガン
- ロック・コウリ - ラマスワミー・チョウドリー
- ジョン・トーミー - ジョージ
- ハリー・バジン - ドギー

## 製作
インディペンデント映画として製作され、キートンの日給100ドルなど著名な役者でも低賃金に抑えられた。20日間、予算50万ドルで製作された。多くのシーンがニューヨークで撮影された。

## 評価
Rotten Tomatoesでは39件のレビューで支持率は59%、平均点は5.9/10となった。映画評論家レナード・マーティンは2.5点を付け、「脚本家の映画だ」とだけ語った。